# Distretto di Dayuan
Il distretto di Dayuan (大園區S, Dàyuán QūP) è un distretto della città di Taoyuan, situata a Taiwan.